# Reinhard Stumpf (Historiker)
Reinhard Stumpf (* 10. Dezember 1942 in Eberbach am Neckar) ist ein deutscher Militärhistoriker und Ministerialbeamter.

## Leben
Reinhard Stumpf studierte von 1963 bis 1968 Geschichte, Germanistik und Geographie an der Ruprecht-Karls-Universität Heidelberg und schloss mit dem Ersten Staatsexamen für das Lehramt an Gymnasien ab. Seit 1966 war er studentische Hilfskraft bei Reinhart Koselleck für das im Entstehen begriffene Lexikon Geschichtliche Grundbegriffe, 1968 bis 1978 dann Redaktionsassistent dieses Lexikons, das seine Lehrer Werner Conze und Reinhart Koselleck zusammen mit Otto Brunner herausgaben, an der Universität Heidelberg. 1978 bis 1980 baute er als Lektor im Stuttgarter Kohlhammer Verlag vor allem das Geschichtsprogramm aus, 1979 promovierte er in Heidelberg bei Conze. 1980 bis 1993 arbeitete er im Militärgeschichtlichen Forschungsamt (MGFA) in Freiburg (zuletzt als Wissenschaftlicher Oberrat) über Rommel und den Afrikafeldzug 1941/43, wirkte bei der Einrichtung des Militärmuseums in El Alamein mit und redigierte mit zwei Kollegen die Zeitschrift Militärgeschichte. 1993 bis 2007 war er Regierungsdirektor im Bundesministerium der Verteidigung in Bonn.
Stumpf ist Mitautor von Band 6 des Reihenwerkes Das Deutsche Reich und der Zweite Weltkrieg, das das Militärgeschichtliche Forschungsamt herausgab. Er arbeitete unter anderem über die deutsche militärische Führungselite im Dritten Reich und Zweiten Weltkrieg und in der frühen Bundesrepublik, in Österreich und der DDR. Die Heidelberger Dissertation erschien unter dem Titel Die Wehrmacht-Elite. Seine Auswahlausgabe der Schriften von Carl von Clausewitz und Helmuth Karl Bernhard von Moltke in der Bibliothek deutscher Klassiker stellt den Kriegstheoretiker und den Generalstabschef einander gegenüber; der begriffsgeschichtliche Kommentar zu Clausewitz‘ Kriegsbuch ordnet dessen Denken abseits aller Aktualisierungen in die theoretische Diskussion seiner Zeit ein.

## Schriften
- Die Luftwaffe als drittes Heer. Die Luftwaffen-Erdkampfverbände und das Problem der Sonderheere 1933 bis 1945, in: Ulrich Engelhardt, Volker Sellin, Horst Stuke (Hrsg.): Soziale Bewegung und politische Verfassung. Beiträge zur Geschichte der modernen Welt. [Festschrift Werner Conze], Stuttgart: Ernst Klett 1976, S. 857–894.
- Mitarbeit bei Werner Conze, Michael Geyer: Militarismus, in: Brunner, Conze, Koselleck (Hrsg.): Geschichtliche Grundbegriffe, Bd. 4, Stuttgart: Klett-Cotta 1978, S. 1–47.
- Die Wehrmacht-Elite. Rang- und Herkunftsstruktur der deutschen Generale und Admirale 1933–1945 (= Wehrwissenschaftliche Forschungen, Abt. Militärgeschichtliche Studien, Bd. 29), Boppard am Rhein: Harald Boldt 1982.
- Probleme der Logistik im Afrikafeldzug 1941–1943, in: Vorträge zur Militärgeschichte, Bd. 7, Herford, Bonn: Mittler & Sohn 1986, S. 211–239.
- Der Krieg im Mittelmeerraum 1942/43. Die Operationen in Nordafrika und im mittleren Mittelmeer, in: Das Deutsche Reich und der Zweite Weltkrieg, hrsg. vom MGFA, Bd. 6, Stuttgart: Deutsche Verlags-Anstalt 1990, S. 567–757, Taschenbuchausgabe: Die Welt im Krieg, Bd. 2, Frankfurt am Main: Fischer Taschenbuch Verlag 1992, S. 659–874, englische Ausgabe: Germany and the Second World War, vol. 6, Clarendon Press, Oxford 2001, p. 629–840.
- Erwin Rommel und der Widerstand, in: Militärgeschichte, Neue Folge 1 (1991), Heft 3, S. 45–50; auch in: Aufstand des Gewissens. Militärischer Widerstand gegen Hitler und das NS-Regime 1933 bis 1945, hrsg. von Thomas Vogel / MGFA, Hamburg, Berlin, Bonn: E.S.Mittler & Sohn 2000, S. 433–446.
- (Hrsg.) Kriegstheorie und Kriegsgeschichte. Carl von Clausewitz. Helmuth von Moltke (= Bibliothek der Geschichte und Politik, Bd. 23 = Bibliothek deutscher Klassiker, Bd. 87), Frankfurt am Main: Deutscher Klassiker Verlag 1993. Der Clausewitztext dieser Ausgabe ohne den Kommentar:
- (Hrsg.) Carl von Clausewitz: Vom Kriege (= insel taschenbuch, Bd. 3087), Frankfurt am Main, Leipzig: Insel 2005.
- General der Infanterie Rudolf Schmundt, in: Gerd R. Ueberschär (Hrsg.): Hitlers militärische Elite, Bd. 2, Darmstadt: WBG / Primus 1998, S. 226–235, 2.,einbändige Auflage 2011, S. 497–506.
- Die Wiederverwendung von Generalen und die Neubildung militärischer Eliten in Deutschland und Österreich nach 1945, zuerst 1982, überarbeitet in: Hans-Jürgen Bremm, Hans-Hubertus Mack, Martin Rink / MGFA (Hrsg.): Entschieden für Frieden. 50 Jahre Bundeswehr 1955 bis 2005, Freiburg i.Br., Berlin: Rombach 2005, S. 73–96.
- Der Kriegsschauplatz Nordafrika 1941–1943 in seiner strategischen und politischen Bedeutung, in: Erwin Rommel. Geschichte und Mythos, hrsg. vom Haus der Geschichte Baden-Württemberg, Karlsruhe: G. Braun 2009, S. 80–103.